# Андрій Валентинов
Андрі́й Валенти́нов, справжнє ім'я Андрі́й Валенти́нович Шмалько́ (нар. 18 березня 1958, Харків) — український історик, кандидат історичних наук, доцент Харківського Національного Університету, відомий письменник-фантаст, автор численних романів та повістей російською мовою. Лауреат багатьох нагород та премій в галузі фантастичної літератури.
У 2013 році визнаний найкращим письменником-фантастом Європи (Єврокон-2013).

## Переклади українською
- Андрій Валентинов. Марина та Сергій Дяченко; Генрі Лайон Олді. Пентакль (збірка, 13 з 30 оповідань). Переклад з російської: не вказано у виданні. Київ: Гамазин. 2004. 288 стор. ISBN 978-966-7831-74-5 (Алфізика)
- Андрій Валентинов. Овернський клірик: роман. Переклад з російської: не вказано у виданні. Київ: Гамазин, 2008. 408 стор. ISBN 978-966-2938-47-0 (Main stream)

## Українською
- Козаччина : поема з народних вуст // Шмалько А. Епос, якого нема. Київ : Зелений пес, 2007. 176 с.